# Gorycja
Gorycja (wł. Gorizia, słoweń. Gorica, friulski Gurize, niem. Görz) – miasto i gmina we Włoszech, w regionie Friuli-Wenecja Julijska, w prowincji Gorycja, przy granicy ze Słowenią, u podnóża Alp Julijskich. Siostrzane miasto słoweńskiej Novej Goricy.
Nazwa miasta pochodzi prawdopodobnie od słoweńskiego słowa gorica, oznaczającego niewielkie wzgórze.
W latach 40. XVI w. funkcję medyka miejskiego w Gorycji pełnił znany botanik i naturalista Pierandrea Matthioli, który kontynuował tu swoje obserwacje botaniczne i przekładał z greki „Materia Medica” Dioskurydesa.

## Historia
Pierwsza pisemna wzmianka o Gorycji pochodzi z dnia 28 kwietnia 1001, z dokumentu cesarza Ottona III, który darował zamek i osadę Goriza patriarsze Akwilei Janowi II i hrabiemu Friuli. W dokumencie tym Gorycja była opisana jako wieś zwana w języku słowiańskim Goriza  („Villa quae Sclavorum lingua vocatur Goriza”).
Od XII do XVI w. miasto było stolicą hrabstwa Gorycji (wł. Contea di Gorizia, słoweń. Goriška grofija, friul. Contee di Gurize, niem. Grafschaft Görz).
W 1500 bezpotomnie zmarł ostatni hrabia Gorycji Leonhard i władzę nad hrabstwem objął Maksymilian I Habsburg. W latach 1508–1509 była okupowana przez Wenecję. We władaniu Habsburgów pozostawała Gorycja aż do 1918 (najpierw jako hrabstwo Gorycji, a po 1754 jako hrabstwo Gorycji i Gradyski – wł. Gorizia e Gradisca, słoweń. Goriška in Gradiščanska, friul. Gurize e Gardiscje, niem. Görz und Gradisca). W latach 1805–1813 należała do Królestwa Włoch, po czym wróciła rządy austriackie.
W czasie I wojny światowej, w sierpniu 1916, wojska włoskie zdobyły miasto podczas szóstej bitwy nad Isonzo, natomiast w listopadzie 1917, po kontrofensywie państw centralnych, Austriacy zajęli ją z powrotem i dzierżyli do końca 1918. Do Królestwa Włoch oficjalnie Gorycja została włączona w 1920.
W 1948 roku, w wyniku uwarunkowań traktatu podpisanego rok wcześniej w Paryżu pomiędzy Włochami a państwami alianckimi, granica Włoch i Jugosławii została ustalona tak, że Gorycja pozostała we Włoszech (z wyjątkiem wschodnich peryferii, które przypadły Jugosławii). W tym samym roku po słoweńskiej stronie granicy utworzono miasto Nova Gorica. W mieście znajduje się stacja kolejowa Gorizia Centrale, a na jego obrzeżach – po słoweńskiej stronie – Klasztor Kostanjevica.
Nad centrum miasta góruje zamek wzniesiony w XI w. i przebudowany w następnych wiekach.

## Demografia
Według danych na 31 grudnia 2010 gminę zamieszkiwało 35 798 osób, 863,4 os./km². Łącznie ze słoweńską Novą Goricą transgraniczne miasto liczy 49 tys. mieszkańców.

## Miasta partnerskie
- Polska: Kielce
- Austria: Klagenfurt am Wörthersee, Linz
- Holandia: Venlo
- Węgry: Zalaegerszeg